# Medinilla ternatensis
Medinilla ternatensis är en tvåhjärtbladig växtart som beskrevs av Friedrich Anton Wilhelm Miquel. Medinilla ternatensis ingår i släktet Medinilla och familjen Melastomataceae. Inga underarter finns listade i Catalogue of Life.